# Isidro de Alaix Fábregas

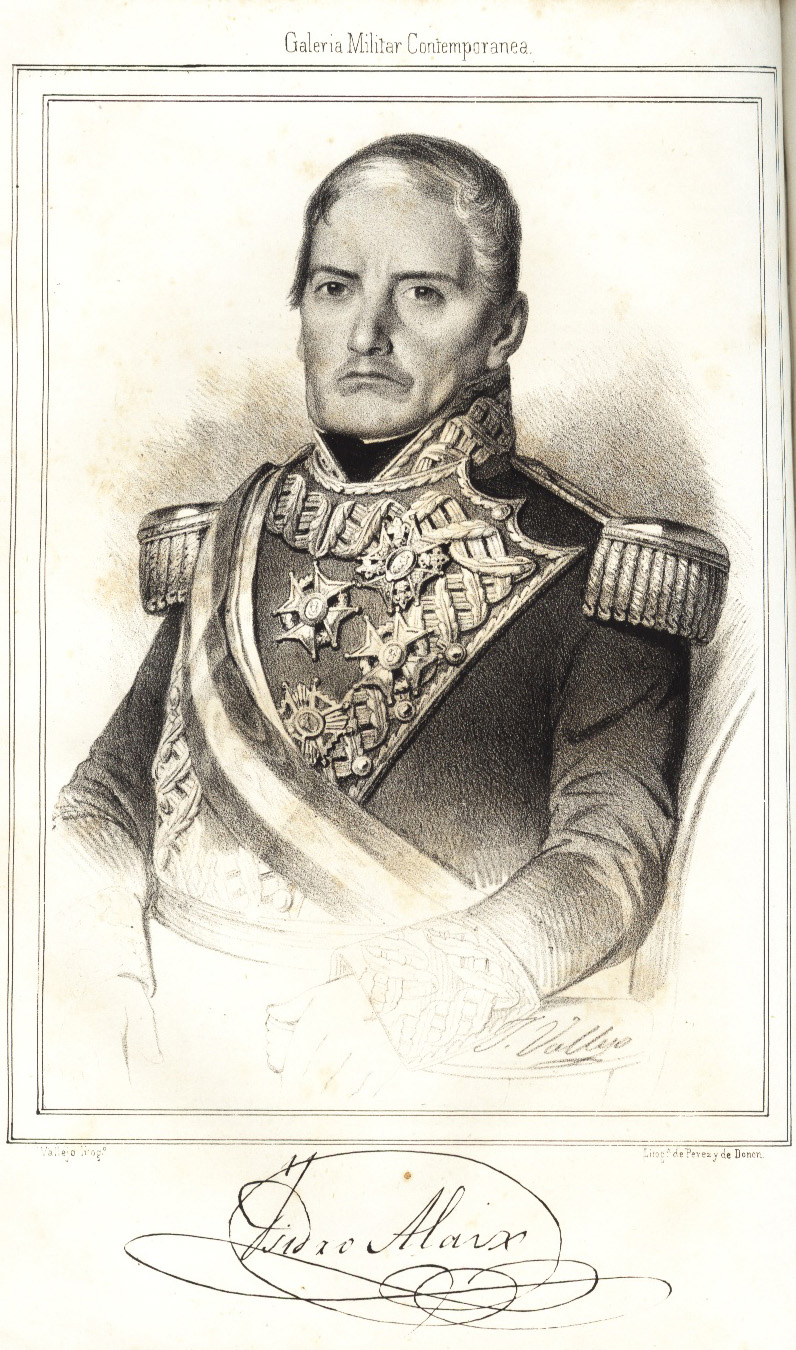
Isidro de Alaix Fábregas

Isidro de Alaix Fábregas, greve av Vergara och vice greve av Villarrobledo, född 1790 i Ceuta, död 15 oktober 1853 i Madrid, var en spansk general och politiker.
Under första carlistkriget stödde han liberalernas, som stod bakom Isabella II av Spanien och hennes regentmor Maria Kristina. Alaix deltog också i krigsoperationerna i Sydamerika mot Simon Bolívar.
Han tillfogade ett allvarligt nederlag för carlistgeneralen Miguel Gómez Damas i slaget vid Villarrobledo, vilket blev underlaget för hans befordran till general och viscount av Villarrobledo. Senare tjänstgjorde han som senator för livstid, och var interimspresident för Ministerrådet från den 9 december 1838 till 3 februari 1839 – därmed var han chef för den spanska regeringen.
Som krigsminister undertecknade han fördraget som satte punkt för första carlistkriget. Därmed förtjänade han sig också titeln greve av Vergara.